# Jaskinie Szkocjańskie
Jaskinie Szkocjańskie (słoweń. Škocjanske jame) – zespół jaskiń krasowych w Słowenii.

## Opis
Aktualnie znana sumaryczna długość jaskiń wynosi ok. 6 km. Jaskinie charakteryzują się dużą wysokością komór i korytarzy oraz płynącą przez nie dużą podziemną rzeką o nazwie Reka (słoweń. Rzeka). Wypływa ona spod szczytu góry Snežnik i wpływa do jaskini wąwozem pod wioską Škocjan. Po przepłynięciu przez całą długość ciągu głównego wpływa do Jeziora Martwego (Mrtvo Jezero), gdzie zaczyna się nieznana część jej podziemnego biegu mająca blisko 40 km długości. Rzeka Reka ponownie wypływa na powierzchnię przy brzegu morza w miejscowości Timavo (wł.) / Timav (słoweń.) i niedługo potem wpada do Adriatyku.
Jaskinie Szkocjańskie znajdują się pod ochroną jako park krajobrazowy oraz obszar ochrony biosfery. Zostały częściowo udostępnione do zwiedzania i stanowią jedną z najciekawszych atrakcji turystycznych Słowenii. Szlak dla zwiedzających ma długość ok. 3 km. Wejście znajduje się w wiosce Matavun oddalonej o 5 km na wschód od autostrady Lublana-Koper. Najbliższą większą miejscowością jest Divača, położona około 5 km na północny zachód od jaskiń.
W roku 1986 Jaskinie Szkocjańskie zostały wpisane na listę światowego dziedzictwa kulturalnego i przyrodniczego UNESCO. Znalazły się także w rejestrze konwencji ramsarskiej.